# Figured You Out
Figured You Out – drugi singel kanadyjskiego zespołu rockowego Nickelback, z wydanego w 2003 roku albumu „The Long Road”. Singel z utworem „Figured You Out” został wydany 24 lutego 2004 roku. 1 kwietnia singel został wydany w Niemczech, a 21 czerwca w Wielkiej Brytanii. Kompozycja została zamieszczona na siódmej pozycji na krążku, trwa 3 minuty i 48 sekund. Autorem tekstu jest wokalista grupy Chad Kroeger. Singel mimo iż ukazał się w Wielkiej Brytanii, został tam zakazany, gdyż tekst utworu uznano za „nieprzyzwoity”. Na stronie B singla zamieszczono dwa utwory z płyty „Silver Side Up”, „Too Bad” oraz „Where Do I Hide” w wersjach akustycznych, nagranych podczas koncertu „MTV Unplugged” w 2003 roku. Singel z utworem otrzymał status złotej płyty przyznanej grupie przez RIAA. Był ogólnie trzecim singlem z krążka „The Long Road”, który pokrył się złotem. Wcześniej uczynił to singel z utworem „Someday” oraz „Feelin’ Way Too Damn Good”.

## Tekst utworu
Piosenka jest historią wściekłego, często niewłaściwego współżycia seksualnego między mężczyzną a kobietą. Pomimo że wygląda na to, że obydwoje zażywają narkotyki, kobieta wydaje się mieć więcej problemów z nimi niż mężczyzna. Otwierające utwór słowa piosenki „lubię twoje spodnie koło twoich stóp” sugerują, że para odbyła stosunek. Jak już zostało wspomniane wcześniej, jedna z osób (jak nie dwie) zażywa narkotyki, najprawdopodobniej kokainę („kocham drogę, której nie możesz mówić nie, zbyt wiele długich linii w rzędzie. Kocham proszek na twoim nosie.”). Słowa piosenki ponadto wskazują, że para często zajmuje się twardym seksem, albo że mężczyzna wykorzystuje seksualnie kobietę płciowo, gdy ona jest odurzona i nie umie powiedzieć nie. Początkowo, mężczyzna w piosence wydaje się lubić lekkomyślne zachowanie kobiety i nadużycie. W drugiej zwrotce on mówi kobiecie, „kocham twój brak własnego ja, szacunek, podczas gdy jesteś minięta na zewnątrz na pokładzie, kocham swoje ręce wokół twojej szyi”. Na końcu piosenki, stosunki wydają się wyczerpać mężczyznę i skłonić go do zmiany zdania o dziewczynie, i jej zachowaniu. Podobną tematykę o podtekście seksualnym prezentują również zawarte na późniejszych albumach utwory grupy: „Animals”, oraz „Something in Your Mouth”. Utwór cechuje się mocnym metalowym brzmieniem przesterowanych gitar.

## Odzew
Utwór „Figured You Out” należy do jednego z najbardziej kontrowersyjnych utworów w dorobku zespołu. Utwór piął się konsekwentnie w górę na liście Billboard Hot 100, osiągnął na niej jednak tylko miejsce 65, dotarł on jednakże na szczyt rankingu Mainstream Rock Tracks, na pierwszej pozycji utrzymał się aż trzynaście tygodni. Wysunięta została również jego kandydatura do konkursu „40 Most Awesomely Bad Dirty Songs...Ever” stacji VH1. Fani zespołu uznali jednak, że utwór nie powinien być interpretowany na poważnie jako piosenka o miłości. „Figured You Out” odniósł sukces w wielu miejscach – zdobył miejsce #1 w ojczystej Kanadzie, zajął miejsce w pierwszej dziesiątce singli w Australii i Nowej Zelandii. Utwór zajął także #4 pozycję na liście Modern Rock Tracks.
Podczas trwającej w 2005 roku trasy „The Long Road Tour” w londyńskim „The Hammersmith Apollo”, frontman zespołu, Chad Kroeger, stwierdził, że utwór nigdy nie był transmitowany w brytyjskim radiu ponieważ jest „zbyt nieprzyzwoity”.
Utwór zajął pierwsze miejsce w końcoworocznym zestawieniu „Billboard’s Year-End Mainstream Rock Chart 2004”, był także w tym samym roku na pierwszym miejscu zestawienia „Radio & Records Rock and Active Rock”.

## Utwór na koncertach
Utwór „Figured You Out” wraz z utworami „Feelin’ Way Too Damn Good” oraz „Do This Anymore” powstały już znacznie wcześniej niż reszta materiału na płytę. Sam utwór był prezentowany na żywo już podczas trasy „Silver Side Up Tour” na przełomie 2001 i 2002 roku. Wcześniejsza wersja różni się jednak nieco innym ułożeniem partii gitarowych. Od czasu trasy „The Long Road Tour” jest regularnie grany na koncertach zespołu. Podczas trasy „Dark Horse Tour” na przełomie 2009 i 2010 roku, zespół tym utworem kończył swoje występy.

## Teledysk
Do utworu powstał także teledysk. Przedstawia on grupę wykonującą utwór przed publicznością, oraz urywki i krótkie fragmenty między innymi ukazujące sceny z szatni zespołu, podczas montowania sceny oraz rozkładania sprzętu, spotkania z fanami, podpisywanie płyt itp. W teledysku widoczne są także efekty pirotechniczne, towarzyszące grupie podczas występu. Reżyserem teledysku jest niemiec Uwe Flade. Video kręcono w 2003 roku.

## Lista utworów na singlu
Single CD:
| Nr |  | Tytuł                                  | Tekst        | Muzyka     | Długość |
| -- |  | -------------------------------------- | ------------ | ---------- | ------- |
| 1. |  | „Figured You Out”                      | Chad Kroeger | Nickelback | 3:48    |
| 2. |  | „Too Bad” (MTV Unplugged Live)         | Chad Kroeger | Nickelback | 4:09    |
| 3. |  | „Where Do I Hide” (MTV Unplugged Live) | Chad Kroeger | Nickelback | 4:01    |
|    |  |                                        |              |            |         |

## Twórcy
Nickelback
- Chad Kroeger – śpiew, gitara rytmiczna, produkcja
- Ryan Peake – gitara prowadząca, wokal wspierający
- Mike Kroeger – gitara basowa
- Ryan Vikedal – perkusja

Produkcja
- Nagrywany: kwiecień – sierpień 2003 w studiu „Green House Studios” (Burnaby) oraz w „Mountain View Studios” (Abbotsford) w Vancouver
- Producent muzyczny: Chad Kroeger, Joe Moi
- Miks utworu: Randy Staub w „The Warehouse Studios” w Vancouver
- Asystent inżyniera dźwięku: Zach Blackstone
- Mastering: George Marino w „Sterling Sound”
- Koordynator prac albumu: Kevin “Chief” Zaruk
- Aranżacja: Chad Kroeger, Ryan Peake, Mike Kroeger, Ryan Vikedal
- Tekst piosenki: Chad Kroeger

Inni
- Management: Bryan Coleman z Union Entertainment Group
- Pomysł okładki: Nickelback
- Wytwórnia: Roadrunner Records

## Pozycje
| Lista (2004)                          | Najwyższa pozycja |
| ------------------------------------- | ----------------- |
| U.S. Billboard Hot 100                | 65                |
| U.S. Billboard Mainstream Rock Tracks | 1                 |
| U.S. Billboard Modern Rock Tracks     | 4                 |
| Australian ARIA Singles Chart         | 10                |
| Canadian Singles Chart                | 1                 |